# Gudalo
Gudalo je drveni štap sa strunama i žabicom (na štapu je napeta struna) pomoću kojeg se sviraju svi gudački instrumenti, povlačenjem preko žica na kontrabasu, violini, violončelu i violi.
Strune na gudalu se podmazuje kolofonijem. Kolofonij je vrsta smole koja stvara prah i prenosi ga na gudalo, tako da ono ne proklizava i ima ljepši zvuk.

## Konstrukcija gudala
Gudalo se sastoji od tri elementa: vrha, sredine i početka kod žabice.

## Tehnike sviranja bez gudala
Na gudačkim instrumentima postoje tehnike kojima se ne svira gudalom, npr. pizzicato je tehnika kojom se okidaju žice na violini i pri čemu se ne koristi gudalo.